# Bel Tempo (Roman)
Bel Tempo ist ein Roman von Bora Ćosić aus dem Jahre 1982. Die deutsche Übersetzung erschien erstmals 1998.

## Inhalt
Im Wesentlichen besteht Bel Tempo aus dem Selbstgespräch der serbischen Großmutter Laura vor dem Fernseher. Es werden verschiedene Ereignisse und Persönlichkeiten thematisiert, wie beispielsweise Hitler, Stalin oder Charlie Chaplin. Die Sicht Lauras weist das Geschichtsbild eines in Jugoslawien sozialisierten Menschen auf, da sie auch auf Tito und Tesla eingeht und ihnen große Bedeutung einräumt. Das Erzählen und die Themenwahl Lauras ist darüber hinaus sehr assoziativ.

## Hintergrund
Ćosić erfand die Figur der Laura vor dem Hintergrund seiner eigenen Großmutter.

## Kritik
„Alles, was zwischen "löten” und "töten” vorstellbar ist, macht Cosic als die unbewußte Logik des Versprechens und Verschreibens zum Prinzip seines Erzählens. Daß man sich in der schönen Unordnung orientieren können muß, entlarvt "Bel Tempo" als Märchen.“